# Bartholomew Ulufa'alu
Bartholomew Ulufa'alu, född 25 december 1950 i Salomonöarna, död 25 maj 2007 i Honiara, Salomonöarna, är en politiker från Salomonöarna. Han var Salomonöarnas premiärminister 27 augusti 1997–30 juni 2000, då de militanta grupperna Isatabu Freedom Movement (IFM) och Malaita Eagle Force (MEF) inledde aktioner i Honiara som ledde till att regeringen avgick.